# Villeselve
Villeselve is een gemeente in het Franse departement Oise (regio Hauts-de-France) en telt 360 inwoners (1999). De plaats maakt deel uit van het arrondissement Compiègne.

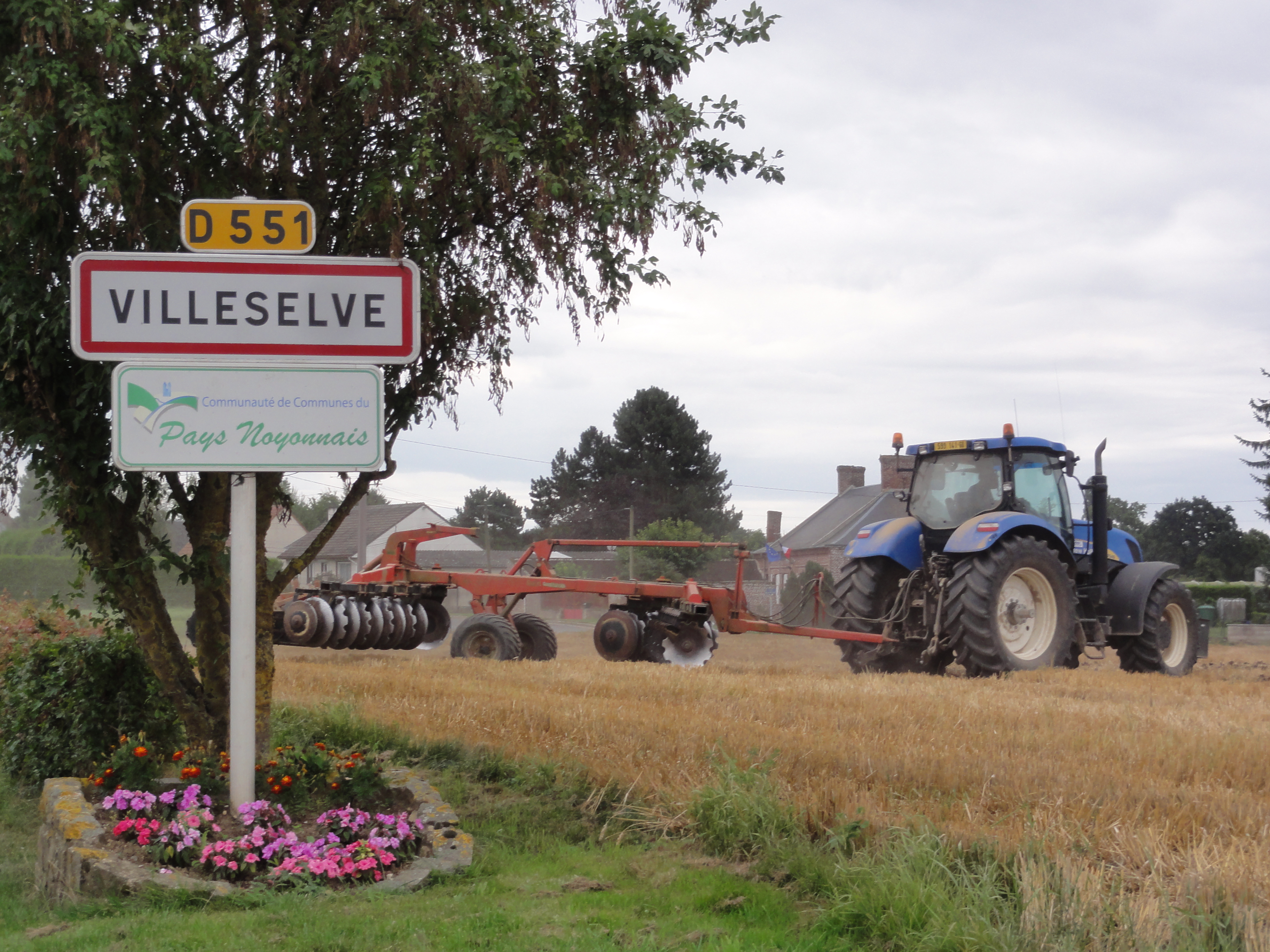
Villeselve
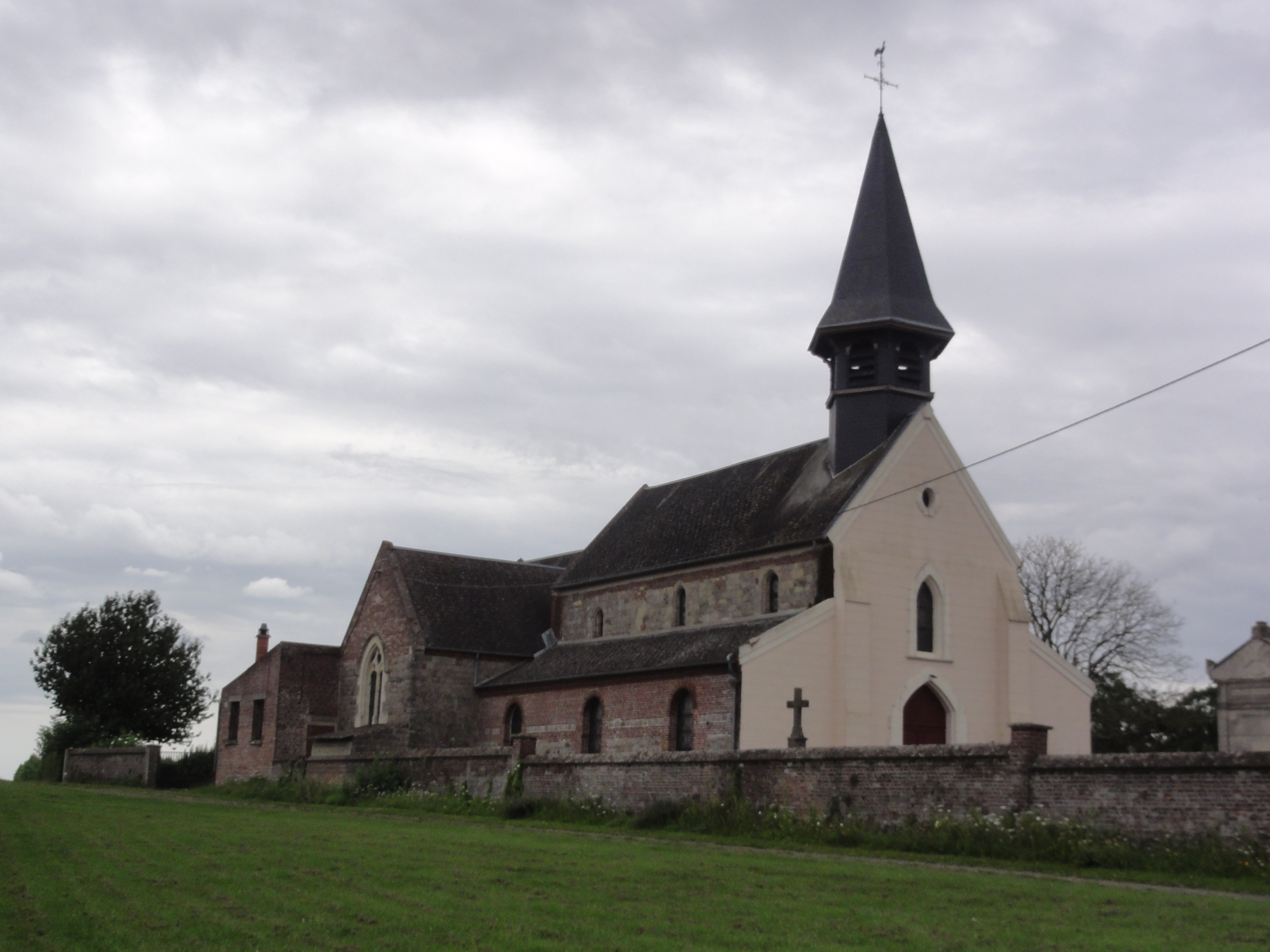
Kerk in Villeselve
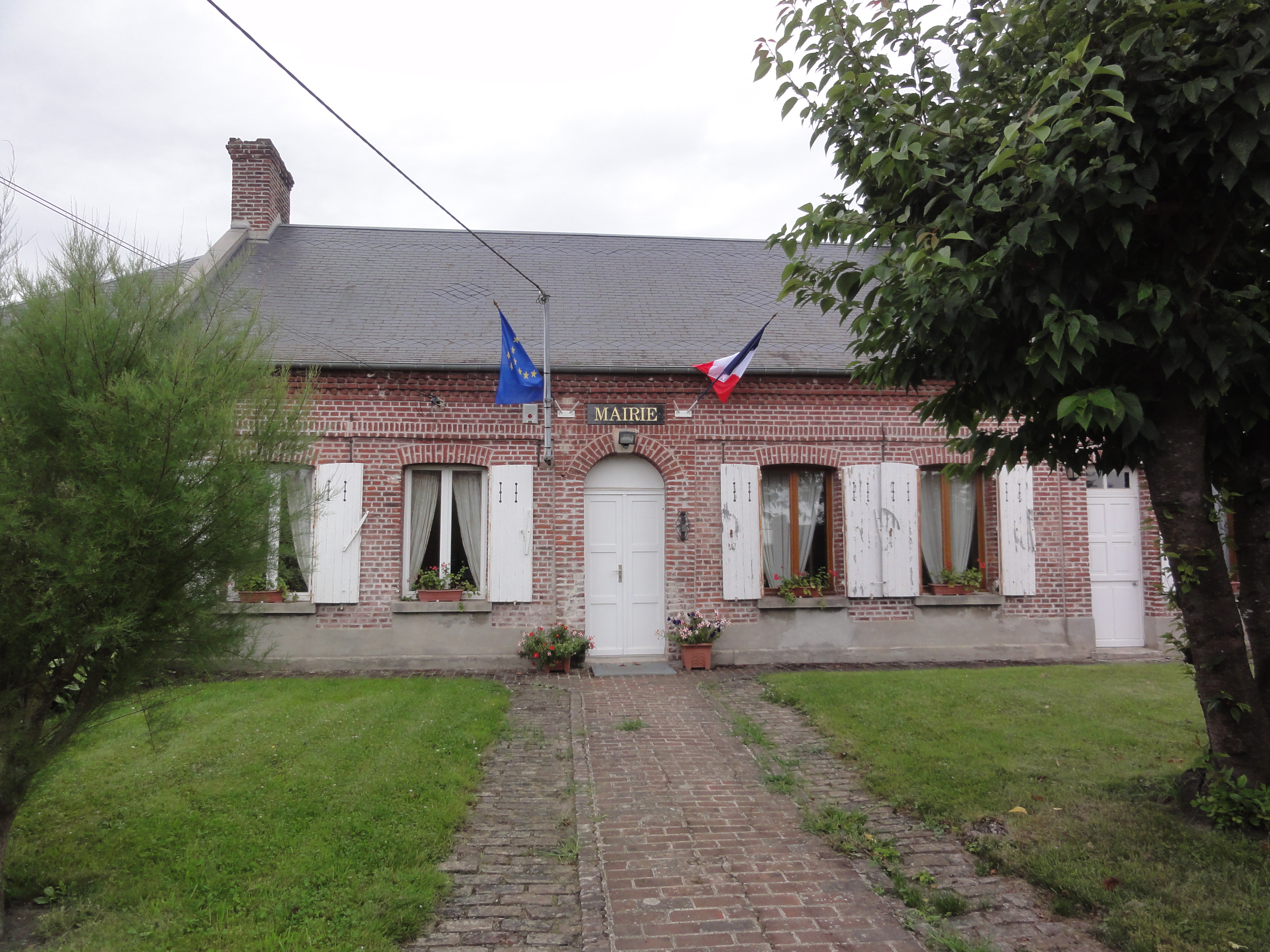
Gemeentehuis

## Geografie
De oppervlakte van Villeselve bedraagt 7,0 km², de bevolkingsdichtheid is 51,4 inwoners per km².
De onderstaande kaart toont de ligging van Villeselve met de belangrijkste infrastructuur en aangrenzende gemeenten.

## Demografie
Onderstaande figuur toont het verloop van het inwonertal (bron: INSEE-tellingen).